# (74298) 1998 SG152
(74298) 1998 SG152 – planetoida z pasa głównego asteroid okrążająca Słońce w ciągu 4,3 lat w średniej odległości 2,64 j.a. Odkryta 26 września 1998 roku.